# Город джунглей
«Город джунглей» — четвёртый студийный альбом российской рэп-группы Bad Balance, выпущенный 19 мая 1999 года на лейбле Gala Records.
Альбом состоит из 19 треков (13 песен и 6 интерлюдий) и был записан на московской студии «Гала» в период с 1997 по 1998 год. В записи песни «Готовы ли вы?» принял участие московский рэпер Лигалайз. В записи интерлюдий приняли участие Костас («Дыхание города»), Soulman («Донецкая фишка»), Ирина «Sista I.R.A.» Валова («Официальное сообщение», «Творческая пора»), Loozman & Loosiano («Х-Х IN4») и Андрей «Shooroop» Бабурин («Всё будет хорошо»). Музыку для альбома создали Михей и DJ LA при содействии Mr. Bruce (бас-гитара).
Темами песен альбома стали «единое сообщество» («Нам & вам»), «романтические отношения с девушкой» («Как сон»), «отдых на море под светлую музыку» («Светлая музыка»), «ненависть к политикам» («Fuck da polititions»), «брейк-данс на Арбате» («Московский old school»), «город-западня» («Город джунглей»), «второе „Я“» (2 «Я»), «отдых в ночном клубе» («Мы не любим, когда…»). Все тексты для альбома написал Шеф при участии Боба Фридлендера («Нам & вам»), Антона «Чугунный скороход» Дмитренко («Fuck da polititions») и Андрея «Legalize» Меньшикова («Готовы ли вы?»). В октябре 1999 года на композиции «Всё будет хорошо» и «Как сон» были выпущены видеоклипы, попавшие в ротацию чартов «Русская десятка» и «20 самых-самых» телеканала «MTV Россия».
Альбом был высоко оценён музыкальными критиками изданий «Музыкальная газета» и «Афиша», а также интернет-порталом Rap.ru. Помимо этого был включён журналом «ОМ» в список «50 лучших русских альбомов» (1999), интернет-порталом Rap.ru в список «Главных альбомов русского рэпа» (2007), интернет-изданием OpenSpace.ru в список «10 важнейших альбомов русского рэпа» (2009) и журналом «Афиша» в список «50 лучших русских альбомов всех времён» (2010).

## Об альбоме
По словам бас-гитариста группы, Брюса, альбом был записан за неделю на московской студии Gala Records в 1997 году:
Альбом «Город джунглей» мы записали максимум за неделю. Нам дали три недели на запись трёх песен и сказали: «Вот запишите, а мы послушаем». А мы понимали, что большего времени нам могут потом и не дать, и поэтому напряглись и напрягли всех режиссёров, которые с нами работали, и записали за неделю весь альбом. Сплошняком без всяких дублей.
В композиции «Донецкая фишка» используется отрывок из самой первой рэп-композиции «Донецкий край» (из альбома «Выше закона»), написанной группой осенью 1990 года и ставшей впоследствии её визитной карточкой.
Текст композиции «F*** da polititions» был написан Шефом и Антоном «Чугунный скороход» Дмитренко в 1994 году. В качестве музыки в то время использовался инструментал трека «Дети сатаны» из альбома «Налётчики Bad B.». С ней группа впервые выступила в Московском дворце молодёжи на фестивале Rap Music '94 17 ноября 1994 года, а также в клубе «Пилот» в феврале 1995 года.
Группа Bad Balance исполнила новые песни из будущего альбома на Манежной площади на фестивале Adidas Streetball Challenge 16 августа 1998 года: «Всё будет хорошо», «Как сон», «FreeСтайла» и «Fuck da polititions».
В интерлюдии «Официальное сообщение» упомянут конфликт между группами Bad Balance и Run-D.M.C., произошедший во время выступления группы Bad Balance на фестивале Adidas Streetball Challenge 16 августа 1998 года. Во время исполнения песни «FreeСтайла» DJ LA начал вставлять фразу «Aah Yeah» из песни Run-D.M.C. «Here We Go (Live at the Funhouse)», на что к нему подошёл диджей Джем Мастер Джей и попросил его так не делать, потому что у него нет на это прав, но российский диджей проигнорировал эту просьбу, в результате чего Джем Мастер Джей в грубой форме стал останавливать игру диджея. Благодаря охране конфликт был погашен.
Согласно пресс-релизу альбома, «Городом джунглей» можно считать любой крупный промышленный город.
Полная версия композиции «Московский old school» была выпущена на сборнике «Adidas Streetball Challenge. Volume 1» летом 1997 года.
Полная версия композиции «2 „Я“» была выпущена в виде ремикса на сборнике «tonn_pavloff представляет „Настоящий хип-хоп“» в 2010 году.
Весной 1998 года группа Bad Balance записала композицию «Тихо тают дни» («Куда улетаем мой ум») для нового альбома «Город джунглей». Текст к ней написал Шеф, а вокальную партию исполнил Михей. В музыке содержится 5-секундный семпл из композиции «My Heart Will Go On» канадской певицы Селин Дион, заглавной темы к фильму Джеймса Кэмерона «Титаник». Этот семпл стал причиной, по которой трек не попал в альбом, поскольку компания EMI, российским представителем которой является Gala Records, не дала разрешения на его использование. Несмотря на это, Михей исполнил эту песню живьём в составе группы «Михей и Джуманджи» в московском клубе «4 комнаты» 4 февраля 1999 года. Весной 2002 года, после примирения Михея и Шефа, композиция была перезаписана под новую аранжировку. Но Михею так и не удалось услышать готовый трек, сводился он после его гибели и вышел в годовщину смерти, 27 октября 2003 года, а затем вошёл в альбом «Мало-по-малу».
Осенью 1998 года группа Bad Balance записала совместную композицию с рэпером Лигалайзом под названием «Готовы ли вы?». Позже Лигалайз рассказал о деталях записи в интервью для сайта Colta.ru:
Я прислал три русские песни D.O.B. Владу Валову. Он мне тут же перезвонил и стал сразу говорить по бизнесу. Они в это время записывали «Город джунглей» на Gala Records. Он мне предложил выпустить на нём совместную песню, а потом пообещал мне контракт и выпустить мой сольник. Я приехал на запись «Города джунглей» с пластинкой под мышкой — это была пластинка Пугачёвой «Куда уходит детство». Я придумал ускорить её в два раза — там были Брюс, Михей и LA, который подобрал барабанный брейк, и за одну смену мы записали песню «Готовы ли вы?».
Осенью 1998 года клипмейкер Влад Разгулин снял на деньги от компании Adidas видеоклип на песню «Всё будет хорошо». На стадии монтажа клипа Разгулин предложил группе сделать из одного отснятого материала два видеоклипа. Таким образом появился видеоклип на песню «Как сон», и именно поэтому оба клипа взаимосвязаны друг с другом сюжетом. По замыслу Шефа, участники группы играли банду сообщников, которые передают друг другу загадочный чёрный портфель в то время, как за ними охотится полиция.
Видеоклипы на песни «Всё будет хорошо» и «Как сон» были выпущены в эфир телеканалов лишь в октябре 1999 года после окончания действия контракта с лейблом Gala Records, поскольку до этого времени права на ротацию принадлежали лейблу, а сама группа не имела права заниматься их ротацией самостоятельно.
Презентация альбома состоялась в московском клубе «Ю-ту» 20 мая 1999 года. После пресс-конференции состоялось выступление проекта «Легальный Бизне$$». После 40-минутного сета от диджея LA-я на сцене появились участники группы Bad Balance, одетые в кимоно. Они представили восемь песен из своего нового альбома. После презентации Влад Валов заявил, что по завершении всех сольных проектов участников команда Bad Balance отправится в США для записи следующего альбома.
Группа Bad Balance исполнила песни из нового альбома на площади Революции на фестивале Adidas Streetball Challenge 3 сентября 1999 года: «Светлая музыка», «Готовы ли вы?» (при участии Лигалайза), «FreeСтайла», «Мы не любим, когда…» и «Город джунглей». Вместо покинувшего группу Михея выступил Звонкий (из группы «Дерево Жизни»).

## Критика
Альбом был успешно принят как поклонниками творчества группы, так и более широкой аудиторией, чему послужила ротация композиций «Как сон» и «Всё будет хорошо» на радиостанциях и телеканалах страны.
Журнал «Птюч» разместил в своём июньском номере пресс-релиз альбома, в котором «Город джунглей» был представлен в виде фильма, в котором участники группы сыграли главные роли.
Редактор белорусского издания «Музыкальная газета», Алексей Барановский, назвал «Город джунглей» альбомом «ещё больше укрепившим традиции высококачественного хип-хопа».
Обозреватель журнала «Афиша», Юрий Яроцкий, в своей рецензии к альбому назвал песни «Светлая музыка» и «Всё будет хорошо» самыми лучшими на диске.
Музыкальный критик Илья Кормильцев оценил альбом двумя звёздами из пяти и назвал его содержимое «невразумительным болтанием, пропитанным самовлюблённостью и саморекламой»:
Похоже, что русскоязычный хип-хоп перепрыгнул из детского кретинизма прямиком в старческий маразм, минуя все промежуточные стадии. Сплошная вялость: где злобный, агрессивный лирический наезд с тщательно подобранными, острыми, как бритвенное лезвие, рифмами? Где темы, которые волновали бы и задевали любого болтающегося по асфальту подростка? Какое-то невразумительное болтание, пропитанное самовлюблённостью и саморекламой, которая была бы более к лицу Ф. Б. Киркорову…

### Ретроспектива
В 2004 году главный редактор портала Rap.ru, Андрей Никитин, назвал альбом «лучшим в карьере группы», а песни из альбома — «золотой летописью отечественной хип-хоп-культуры». В 2018 году Никитин в статье на сайте «Афиша Daily» назвал альбом «Город джунглей» классикой русского рэпа 90-х.

### Рейтинги
В 1999 году альбом вошёл в список «50 лучших русских альбомов», составленный редакцией журнала «ОМ», с цитатой «Ветераны русского хип-хопа сделали альбом мирового уровня».
В 2007 году главный редактор портала Rap.ru, Андрей Никитин, поместил альбом в список «Главных альбомов русского рэпа»: «Шеff, Михей и LA установили этой пластинкой своё безоговорочное лидерство в хип-хопе. Уровень был не то что высок — он был недосягаем.».
В 2009 году редакторы портала Rap.ru, Андрей Никитин и Руслан Муннибаев, поместили альбом в свой список «10 важнейших альбомов русского рэпа» на сайте интернет-издания OpenSpace.ru.
В 2010 году редакторы журнала «Афиша», Александр Горбачёв и Григорий Пророков, по итогам опроса молодых российских музыкантов поместили альбом «Город джунглей» в список «50 лучших русских альбомов всех времён».
В 2020 году музыкальный редактор интернет-издания Vatnikstan, Иван Белецкий, поместил альбом «Город джунглей» в список «Русский рэп 1990‑х: десять главных альбомов», назвав участников группы «безоговорочными лидерами русского хип-хопа» того времени.

## В культуре
В 2006 году песня «Светлая музыка» прозвучала в фильме «Питер FM», но в официальный саундтрек к фильму она не вошла.

## Список композиций
| №   | Название                               | Текст песни                  | Музыка    | Длительность |
| --- | -------------------------------------- | ---------------------------- | --------- | ------------ |
| 1.  | «Дыхание города»                       | Шеф                          | Михей, LA | 1:43         |
| 2.  | «FreeСтайла»                           | Шеф                          | Михей, LA | 3:32         |
| 3.  | «Нам & вам»                            | Шеф, Боб Фридлендер          | Михей, LA | 3:26         |
| 4.  | «Пока идёт речитатив»                  | Шеф                          | Михей, LA | 3:14         |
| 5.  | «Донецкая фишка»                       | Шеф                          | Михей, LA | 0:30         |
| 6.  | «Как сон»                              | Шеф                          | Михей, LA | 3:50         |
| 7.  | «Светлая музыка»                       | Шеф                          | Михей, LA | 3:47         |
| 8.  | «Крылья свободы»                       | Шеф                          | Михей, LA | 0:34         |
| 9.  | «F*** da polititions»                  | Шеф, Антон-Чугунный Скороход | Михей, LA | 4:31         |
| 10. | «Басы хопа»                            | Шеф                          | Михей, LA | 3:01         |
| 11. | «Официальное сообщение»                | Шеф                          | Михей, LA | 0:51         |
| 12. | «Московский old school»                | Шеф                          | Михей, LA | 4:45         |
| 13. | «X-X IN4»                              | Шеф                          | Михей, LA | 0:47         |
| 14. | «Готовы ли вы?» (при участии Legalize) | Шеф, Legalize                | Михей, LA | 4:44         |
| 15. | «Творческая пора»                      | Шеф                          | Михей, LA | 0:38         |
| 16. | «Город джунглей»                       | Шеф                          | Михей, LA | 4:05         |
| 17. | «2 «Я»»                                | Шеф                          | Михей, LA | 2:34         |
| 18. | «Мы не любим, когда…»                  | Шеф                          | Михей, LA | 4:18         |
| 19. | «Всё будет хорошо»                     | Шеф                          | Михей, LA | 3:54         |

### Семплы
Информация о семплах была взята из сайта WhoSampled.
- «Дыхание города»

1. Grandmaster Flash and the Furious Five — «Beat Street» (1984)
2. Showbiz & A.G. — «Instrumental 3» (1992)
3. Main Source — «Fakin' the Funk» (1992)
4. Eric B. & Rakim — «Lyrics of fury» (1988)
5. Grandmaster Flash & The Furious Five — «New York New York» (1983)
6. Cerrone — «Rocket in the pocket» (1978)

- «FreeСтайла»

1. Mad Flava — «To Tha Break» (1994)
2. Grandmaster Flash — «White Lines (Cutmaster Swift & Pogo Mix)» (1997)
3. Betty Wright — «Clean Up Woman» (1971)

- «Нам & вам»

1. Public Enemy — «Anti-Nigger Machine» (1990)

- «Пока идёт речитатив»

1. The Beatles — «Dear Prudence» (1968)
2. Eric B. & Rakim — «Let the Rhythm Hit 'Em» (1990)

- «Как сон»

1. Арго — «А2» (С пластинки «Дискофония») (1980)
2. Bobby Womack and Peace — «Across 110th Street» (1972)

- «Светлая музыка»

1. Silver Convention — «Fly, Robin, Fly» (1975)
2. Whistle — «(Nothing Serious) Just Buggin'» (1986)
3. Doug E. Fresh and Slick Rick — «La Di Da Di» (1985)

- «Крылья свободы»

1. Владимир Высоцкий — «Вершина» (1966)

- «Fuck da polititions»

1. Eric B. & Rakim — «Let the Rhythm Hit 'Em» (1990)

- «Басы хопа»

1. Mad Flava — «What’s A Dog 2 Do?» (1994)
2. Gang Starr — «DJ Premier in Deep Concentration» (1989)

- «Московский old school»

1. Paul Hardcastle — «Rain Forest» (1984)
2. N.W.A — «Express Yourself (Extended Mix)» (1989)
3. DMJ — «Три буквы DMJ» (1993)

- «Готовы ли вы?»

1. Алла Пугачёва — «Куда уходит детство» (1977)
2. Mad Flava — «Fools» (1993)

- «Творческая пора»

1. Carter Burwell — «Dance of the Sierra» (1996)

- «Город джунглей»

1. Joe Dassin — «L’Albatros» (1975)

- «2 „Я“»

1. Jamiroquai — «Space Cowboy» (1994)
2. Mad Flava — «Mad Intro» (1994)
3. The Honey Drippers — «Impeach The President» (1973)

- «Мы не любим, когда…»

1. Mireille Mathieu — «Ciao Bambino, Sorry» (1976)
2. Fred Astaire — «Let’s Face The Music And Dance» (1936)

- «Всё будет хорошо»

1. Bobby Womack — «You’re Messing Up a Good Thing» (1974)
2. Bobby Womack — «I Don’t Wanna Be Hurt by Ya Love Again» (1973)

### Чарты и ротации
По данным интернет-проекта Moskva.FM, песни «Светлая музыка», «Город джунглей» и «Всё будет хорошо» находились в ротации нескольких российских радиостанций с 2007 по 2015 год. При этом песня «Светлая музыка» является самым популярным треком группы на радио, который за семь лет с 2007 по 2014 год прослушали 85 тысяч раз.
В 1999 году видеоклип на песню «Как сон» попал в ротацию чартов «Русская десятка» и «20 самых-самых» телеканала «MTV Россия».

## Участники записи
| - Шеф — вокал, автор слов, продюсер - Михей — вокал, композитор - Глеб «DJ LA» Матвеев — аранжировка, скретчи - Эльбрус «Брюс» Черкезов — бас-гитара - Боб Фридлендер — автор слов («Нам & вам») - Антон «Чугунный скороход» Дмитренко — автор слов («Fuck da polititions») - Legalize — автор слов («Готовы ли вы?»), приглашённый артист («Готовы ли вы?») | - Костас — вокал («Дыхание города») - Soulman — вокал («Донецкая фишка») - Ирина «Sista I.R.A.» Валова — вокал («Официальное сообщение», «Творческая пора») - Loozman & Loosiano — вокал («Х-Х IN4») - Андрей «Shooroop» Бабурин — вокал («Всё будет хорошо») - Сергей Матвеев — запись и сведение на студии «Гала» - Олег «Баскет» Басков — художник, дизайн |